# Llanocetidae
Llanocetidae es una familia extinta de cetáceos misticetos dentados que vivieron durante la época del Eoceno. La familia fue nombrada por el paleontólogo estadounidense Edward Mitchell en 1989 tras describir al género Llanocetus de la Antártida, pero un análisis posterior publicado en 2018 por los paleontólogos Ewan Fordyce y Felix Marx incluyó además al género de Perú Mystacodon y a un espécimen sin describir de Nueva Zelanda OU GS10897.